# Daniele Sepe
Daniele Sepe (Napoli, 17 aprile 1960) è un sassofonista e compositore italiano.

## Biografia
Cresciuto nel quartiere Posillipo, nel 1976 partecipa, a soli sedici anni, allo storico disco "Tammurriata dell'Alfasud" dei Zezi, gruppo operaio di Pomigliano d'Arco.
Nel 1977 si esibisce a fianco di Tony Esposito nel programma televisivo Automobili (secondo canale della RAI), con Lucio Dalla, regia di Luigi Perelli, trasmesso il 15 marzo.
Si diploma in flauto al Conservatorio "San Pietro a Majella" di Napoli. Dopo alcuni anni di esperienza prima come flautista classico di musica barocca e contemporanea, poi come sassofonista turnista in studio e live con Franco Califano, Peppino Gagliardi, Eduardo De Crescenzo, Pino Mauro, Mia Martini, Roberto De Simone, Peppino Di Capri, Akenathon, Nino D’Angelo, nel 1990 realizza il suo primo album autoprodotto: Malamusica.
Nel 1993 collabora con la band napoletana 99 Posse per l'album Curre curre guaglió venendo citato nella canzone "Ripetutamente".
I suoi album incontrano subito il parere favorevole della critica, ma è soltanto col quarto, Vite perdite (1993), realizzato dalla Polosud Records e distribuito in tutto il mondo dall'etichetta tedesca Piranha, che le vendite decollano.
Nel 1996 pubblica Viaggi fuori dai paraggi, la sua prima antologia, superando le 50.000 copie vendute, con la quale ha inizio una collaborazione con il manifesto che dura sino al 2007.
Nel 1998 l'album Lavorare stanca gli frutta la targa Tenco come migliore album in dialetto.
Nello stesso anno diventa maestro concertatore alla prima edizione del festival "La Notte della Taranta" a Melpignano
Nel 1999 partecipa al progetto La notte del Dio che balla con - tra gli altri - Teresa De Sio e Vinicio Capossela.
Nel 2015 fonda il collettivo “Capitan Capitone e i fratelli della Costa” con cui pubblica tre album, contemporaneamente inizia la sua collaborazione live in Napoli Trip di Stefano Bollani.
Nel 2019 pubblica un album dedicato al sassofonista argentino Leandro “Gato” Barbieri. Nello stesso anno collabora agli arrangiamenti dell’album di Vinicio Capossela “Ballate per uomini e bestie” che vince la targa Tenco come miglior album in assoluto.
Numerose sono le sue collaborazioni con altri musicisti (La Banda Improvvisa, Ensemble Micrologus), Stefano Bollani, Roberto Gatto e con registi cinematografici e teatrali (Mario Martone, Davide Ferrario, Gabriele Salvatores - Amnèsia -, Enzo D'Alò, Renato Chiocca, Terry Gilliam - "The Wholly Family”), Gianfranco Pannone, Antonietta De Lillo.
Al 2024 ha pubblicato 36 album.
Difficile definire la sua musica, sempre in bilico tra reggae, folk, world music, jazz, rock, fusion, blues, musica classica...  una sua caratteristica costante è il modo quasi "zappiano" di affrontare la scrittura e l'arrangiamento. Daniele Sepe così definisce il proprio stile: La musica è fatta di tante cose molto diverse fra di loro. Così come fa un bravo regista affrontando diversi generi, pensa a Kubrick, dall'horror alla fantascienza ad un film storico, tutti fatti bene, io spero di fare cose molto diverse fra di loro e tutte fatte bene.

## Premi
- Premio Lo Straniero 1995 per la Musica.
- Targa Tenco 1998 per il disco Lavorare stanca.

## Discografia
- 1987 - Malamusica, Daniele Sepe, riedito nel 1996 da Polosud Records con 3 brani cancellati e 7 brani dello stesso periodo aggiunti
- 1990 - Plays standards and more, Daniele Sepe & Art Ensemble of Soccavo, MVM (scaricabile gratuitamente dal sito di Daniele Sepe)
- 1991 - L'Uscita dei gladiatori, Daniele Sepe, riedito nel 1997 da il manifesto CD
- 1993 - Vite perdite, Daniele Sepe, Polosud Records
- 1995 - Spiritus mundi, Daniele Sepe, Polosud Records
- 1996 - Viaggi fuori dai paraggi, Daniele Sepe, il manifesto CD (antologia con inediti e rari, ripubblicato come doppio CD nel 2013, MVM)
- 1998 - Lavorare stanca, Daniele Sepe, Compagnia Nuove Indye, riedito nel 2003 da il manifesto CD
- 1999 - Totò Sketches, Daniele Sepe, Polosud Records (registrato dal vivo nel 1998)
- 2000 - Conosci Victor Jara?, Daniele Sepe, il manifesto CD
- 2000 - Truffe & Other Sturiellett' Vol. 1, Daniele Sepe, Polosud Records
- 2001 - Jurnateri, Daniele Sepe, il manifesto CD
- 2002 - Senza Filtro, Daniele Sepe, Dunya (antologia)
- 2002 - Anime Candide, Daniele Sepe, il manifesto CD
- 2004 - Truffe & Other Sturiellett' Vol. 2, Daniele Sepe, Polosud Records
- 2004 - Nia Maro, Daniele Sepe, il manifesto CD
- 2005 - Una banda di pezzenti, Daniele Sepe und Rote Jazz Fraktion, Rai Trade
- 2006 - Suonarne 1 per educarne 100, Daniele Sepe und Rote Jazz Fraktion, il manifesto CD
- 2007 - Conosci Víctor Jara? dal vivo, Daniele Sepe (registrato nel 2000, scaricabile gratuitamente dal sito di Daniele Sepe)
- 2008 - Kronomakia, Ensemble Micrologus - Daniele Sepe und Rote Jazz Fraktion, il manifesto CD
- 2008 - Nostra patria è il mondo intero con la Brigada Internazionale, edel
- 2009 - Truffe & Other Sturiellett' Vol. 1, 2 & 3, Daniele Sepe, il manifesto CD
- 2010 - Fessbuk. Buonanotte al manicomio, Daniele Sepe, il manifesto CD
- 2012 - Canzoniere Illustrato, Daniele Sepe, MVM
- 2013 - In Vino Veritas, Daniele Sepe, MVM
- 2015 - A Note Spiegate, Daniele Sepe, MVM
- 2016 - Capitan Capitone e i fratelli della costa, Full Heads
- 2017 - Capitan Capitone e i parenti della sposa, Capitan Capitone e i fratelli della costa, MVM
- 2017 - The Lost Album, MVM
- 2019 - The Cat with the Hat, con Hamid Drake, Stefano Bollani, Lavinia Mancusi, MVM
- 2020 - Le nuove avventure di Capitan Capitone, Museumshop
- 2020 - Lockdown #1 & #2 MVM
- 2021 - Direction Zappa feat Dean Bowman and Hamid Drake MVM
- 2021 - Truffe & Other Sturiellett' Vol. 4, Daniele Sepe, MVM
- 2021 - It's Ok, Daniele Sepe, MVM
- 2022 - Sepè le Mokò, le musiche dei film di Totò, Daniele Sepe, MVM
- 2023 - Poema 15, Daniele Sepe, Encore Music

Alcune importanti partecipazioni:
- 1975 - Tammurriata dell’Alfasud, ‘E Zezi - Dischi del Sole
- 1996 - Trasmigrazioni, artisti vari, il manifesto - officina
- 2005 - La banda improvvisa con Daniele Sepe e Auli Kokko, Materiali Sonori
- 2016 - Napoli Trip, Stefano Bollani, Decca
- 2019 - Ballate per uomini e bestie, Vinicio Capossela, Warner